# Eric de Villegas de Clercamp
Graaf Eric Auguste Marc Ghislain de Villegas de Clercamp (Brussel, 19 juni 1924 - Albufeira, 11 juni 1993) was een Belgisch bankier. Van 1980 tot 1988 was hij voorzitter van het directiecomité van de Generale Bank.

## Biografie
Eric de Villegas de Clercamp was een telg uit het geslacht De Villegas. Hij was een zoon van graaf Antoine de Villegas de Clercamp (1896-1960), burgemeester van Strombeek-Bever, en Élisabeth de Lantsheere (1898-1989). Hij werkte vanaf 1947 voor de Generale Bank. Hij bekleedde onder meer directiefuncties in Turnhout, Leuven en Gent en was vervolgens directeur van de zetel Brussel. Hij werd vervolgens lid van het directiecomité. In 1980 werd hij voorzitter van het directiecomité. In januari 1989 volgde Paul-Emmanuel Janssen hem in deze hoedanigheid op.
Vlak voor hij de pensioengerechtigde leeftijd bereikte maakte hij de strijd om de Generale Maatschappij van België in januari 1988 mee. Hierin speelde hij een belangrijke rol. De Generale Bank financierde immers de 12 miljoen nieuwe aandelen die door de raad van bestuur waren gecreëerd als verdediging tegen het vijandig overnamebod van Carlo de Benedetti. In een eerste fase werden deze aandelen bij de kleine holding Sodecom gestopt, een kleindochter van de holding.
Vanaf mei 1987 had de Villegas de Clercamp gesprekken met Roelof Nelissen, bestuursvoorzitter van de Nederlandse bank AMRO Bank, over een mogelijke fusie tussen beide banken. Op 12 februari 1988 werden deze plannen naar aanleiding van de Benedetti's overnamebod naar buiten gebracht. Zijn opvolger, Paul-Emmanuel Janssen, was terughoudender over de fusie en de alliantie liep op de klippen.